# Eutima coerulea
Eutima coerulea är en nässeldjursart som först beskrevs av Agassiz 1862.  Eutima coerulea ingår i släktet Eutima och familjen Eirenidae. Inga underarter finns listade i Catalogue of Life.